# モンテレアーレ
モンテレアーレ（イタリア語: Montereale）は、イタリア共和国アブルッツォ州ラクイラ県にある、人口約2,500人の基礎自治体（コムーネ）。

## 地理

### 位置・広がり

#### 隣接コムーネ
隣接するコムーネは以下の通り。括弧内のRIはリエーティ県（ラツィオ州）所属を示す。
- アマトリーチェ (RI)
- バレーテ
- ボルボーナ (RI)
- カニャーノ・アミテルノ
- カンポトスト
- カピティニャーノ
- チッタレアーレ (RI)
- ピッツォリ
- ポスタ (RI)

## 行政

### 行政区画
モンテレアーレには、以下の分離集落（フラツィオーネ）がある。
- Aringo, Busci, Cabbia, Casale Bottone, Castello, Castel Paganica, Castiglione, Cavagnano, Cavallari, Cesaproba, Cesariano, Colle, Colle Cavallari, Colle Calvo, Colle Paganica, Colle Verrico, Marana, Marignano, Madonna In Pantanis, Pellescritta, Piedicolle, San Giovanni Paganica, Santa Lucia, Santa Vittoria, San Vito, Verrico, Ville di Fano